# Timothy Toroitich
Timothy Toroitich (Bukwo, 10 ottobre 1991) è un mezzofondista ugandese.

## Palmarès
| Anno | Manifestazione          | Sede           | Evento         | Risultato | Prestazione | Note                                     |
| ---- | ----------------------- | -------------- | -------------- | --------- | ----------- | ---------------------------------------- |
| 2009 | Mondiali di cross       | Amman          | Corsa juniores | 25º       | 24'43"      |                                          |
| 2010 | Mondiali di cross       | Bydgoszcz      | Corsa juniores | 13º       | 22'48"      |                                          |
| 2013 | Mondiali di cross       | Bydgoszcz      | Corsa seniores | 5º        | 33'09"      |                                          |
| 2013 | Mondiali                | Mosca          | 10000 m piani  | 22º       | 28'33"61    |                                          |
| 2013 | Mondiali                | Mosca          | 3000 m siepi   | Batteria  | dns         |                                          |
| 2014 | Giochi del Commonwealth | Glasgow        | 5000 m piani   | 11º       | 13'35"02    | Miglior prestazione personale stagionale |
| 2014 | Giochi del Commonwealth | Glasgow        | 10000 m piani  | 8º        | 28'03"79    |                                          |
| 2015 | Mondiali di cross       | Guiyang        | Corsa seniores | 27º       | 37'02"      |                                          |
| 2015 | Mondiali                | Pechino        | 10000 m piani  | 8º        | 27'44"90    |                                          |
| 2016 | Giochi olimpici         | Rio de Janeiro | 10000 m piani  | 23º       | 28'04"84    |                                          |
| 2017 | Mondiali di cross       | Kampala        | Corsa seniores | 9º        | 29'10"      |                                          |
| 2017 | Mondiali                | Londra         | 10000 m piani  | 14º       | 27'21"09    | Miglior prestazione personale            |
| 2018 | Giochi del Commonwealth | Gold Coast     | 10000 m piani  | 7º        | 27'47"35    |                                          |
| 2018 | Campionati africani     | Asaba          | 10000 m piani  | Bronzo    | 29'11"87    |                                          |

## Campionati nazionali
2009
- Bronzo ai campionati ugandesi, 3000 m siepi - 8'56"8

2011
- Bronzo ai campionati ugandesi, 3000 m siepi - 8'46"42

2013
- Argento ai campionati ugandesi, 3000 m siepi - 8'38"68

2014
- Bronzo ai campionati ugandesi, 5000 m piani - 13'50"09

2015
- Oro ai campionati ugandesi, 10000 m piani - 28'25"74

2017
- Oro ai campionati ugandesi, 10000 m piani - 28'37"78

2019
- Oro ai campionati ugandesi, 10000 m piani - 28'23"76

2022
- 4º ai campionati ugandesi, 10000 m piani - 28'37"7

## Altre competizioni internazionali
2014
- 7º alla World's Best 10K ( San Juan) - 29'18"
- Oro al Cross Internacional de Soria ( Soria) - 29'58"

2015
- 10º alla Great North Run ( Newcastle upon Tyne) - 1h03'14"
- Oro al Cross Internacional de Soria ( Soria) - 29'42"

2016
- Oro al Cross Internacional de Soria ( Soria) - 29'09"

2017
- Bronzo al Golden Spike Ostrava ( Ostrava), 10000 m piani - 28'02"23
- Argento alla Birmingham Great 10K ( Birmingham) - 28'42"

2018
- Bronzo alla Mezza maratona di Cardiff ( Cardiff) - 1h01'17"
- 16º alla Ras Al Khaimah International Half Marathon ( Ras al-Khaima) - 1h02'10"

2019
- Argento alla Mezza maratona di Lisbona ( Lisbona) - 1h00'54"
- 4º alla Mezza maratona di Azpeitia ( Azpeitia) - 1h01'06"
- Oro alla Great Scottish Half Marathon ( Glasgow) - 1h01'29"

2023
- Bronzo alla Maratona di Lisbona ( Lisbona) - 2h09'58"